# Cyathea aramaganensis
Cyathea aramaganensis är en ormbunkeart som beskrevs av Ryôzô Kanehira. Cyathea aramaganensis ingår i släktet Cyathea och familjen Cyatheaceae. Inga underarter finns listade.